# Кудряшовский
Кудряшовский — дачный посёлок (сельский населённый пункт) в Новосибирском районе Новосибирской области России, центр Кудряшовского сельсовета.

## География
Посёлок, общей площадью 970,3 га, расположен в восточной части Новосибирской области в 9 км от Новосибирска, на левом берегу Оби.

## История
Основан в 1903 году. В 1928 году состоял из 10 хозяйств, основное население — русские. В административном входил в состав Больше-Кривощековского сельсовета Бугринского района Новосибирского округа Сибирского края.

## Население
| 1926 | 2002  | 2007  | 2010  | 2021  |
| ---- | ----- | ----- | ----- | ----- |
| 39   | ↗3986 | ↗4475 | ↗4559 | ↗5656 |